# مارتین ای. بروکس
مارتین ای. بروکس (انگلیسی: Martin E. Brooks؛ ‏ ۳۰ نوامبر ۱۹۲۵ – ۷ دسامبر ۲۰۱۵) بازیگر اهل ایالات متحده آمریکا بود. وی بین سال‌های ۱۹۵۱ تا ۱۹۹۶ میلادی فعالیت می‌کرد.
از فیلم‌ها یا برنامه‌های تلویزیونی که وی در آن نقش داشته‌است، می‌توان به مرد شش‌میلیون‌دلاری و زن بیونیک (زن اتمی) اشاره کرد.